# Phyllocnistis nymphidia
Phyllocnistis nymphidia là một loài bướm đêm thuộc họ Gracillariidae. Loài này được Turner miêu tả khoa học lần đầu tiên năm 1947. Loài này có ở Queensland.